# 正視音樂
正視音樂有限公司（TVB Music Limited）是電視廣播有限公司（TVB）旗下的一間附屬唱片公司，於2004年3月22日成立。業務包括發行無綫電視旗下節目音樂產品，舉辦音樂會，以及負責管理TVB旗下藝人的歌手合約。所有TVB旗下藝人獻唱主題曲、插曲，版權均屬於正視音樂。但2013年11月15日起，隨著TVB旗下附屬唱片公司星夢娛樂成立，星夢娛樂全面取代正視音樂代理所有TVB旗下節目歌曲發行，正視音樂由當天起只代理所有邵氏兄弟旗下節目歌曲發行。

## 過往出版產品（香港）
- 2005年4月《男人魅》（由環球唱片 (香港) 發行）
- 2006年5月《金牌女兒紅》（由金牌大風發行）
- 2007年5月30日《歌影傳情》（由現代音像 (國際) 發行）
- 2008年8月21日《Love TV 情歌精選》（由星娛樂發行）
- 2009年11月30日《Love TV 情歌精選 2》（由星娛樂發行）
- 2010年11月4日《超級巨聲 The Voice》（由星娛樂發行）
- 2012年3月27日《Love TV 情歌精選 3》（由星娛樂發行）

## 過往出版產品（台灣）
- 2007年11月17日《超級星光大道-星光二班》
- 2008年1月25日《你們是我的星光》

## 音樂團隊
| 歌曲監製 | 歌曲監製 | 歌曲監製 | 歌曲監製 |
| -------- | -------- | -------- | -------- |
| 鄧智偉   |          |          |          |
| 編曲     |          |          |          |
| 鄧智偉   | 葉肇中   |          |          |
| 作曲     |          |          |          |
| 鄧智偉   | 葉肇中   |          |          |
| 作詞     |          |          |          |
| 陳詩慧   | 宋沛言   |          |          |

## 持有邵氏兄弟版權作品（香港）
| 年份 | 歌曲                               | 歌曲主唱                       | 備註                                                    |
| 2018 |                                    |                                |                                                         |
| ---- | ---------------------------------- | ------------------------------ | ------------------------------------------------------- |
| 2018 | Reunion                            | 林 峯、歐陽靖                  | 邵氏兄弟、優酷合拍網絡劇集《飛虎之潛行極戰》主題曲      |
| 2018 | 雖然…這個世界                      | 黃宗澤、吳卓羲                 | 邵氏兄弟、優酷合拍網絡劇集《飛虎之潛行極戰》片尾曲      |
| 2018 | 世世（粵語）真相（國語）           | A-Lin                          | 邵氏兄弟、愛奇藝合拍網絡劇集 《守護神之保險調查》主題曲 |
| 2018 | 守護人（粵語）守護英雄（國語）     | 吳業坤（粵語）張 瑋（國語）    | 邵氏兄弟、愛奇藝合拍網絡劇集 《守護神之保險調查》片尾曲 |
| 2018 | 另一種開始（國語）靈魂伴侶（粵語） | 品 冠（男聲版）黃 齡（女聲版） | 邵氏兄弟、愛奇藝合拍網絡劇集 《守護神之保險調查》插曲   |
| 2020 | 呼吸有害                           | 莫文蔚                         | 邵氏兄弟、優酷合拍網絡劇集《飛虎之雷霆極戰》主題曲      |
| 2020 | Reunion（復刻版）                  | 林 峯、歐陽靖                  | 邵氏兄弟、優酷合拍網絡劇集《飛虎之雷霆極戰》片尾曲      |
| 2022 | 两个你                             | 鄧紫棋                         | 邵氏兄弟、優酷合拍網絡劇集《飛虎3壮志英雄》主題曲       |
| 2023 | 友共情                             | 吳業坤、胡鴻鈞                 | 邵氏兄弟、優酷合拍網絡劇集《廉政狙击》主題曲            |
| 2025 | 不想将你放下                       | Supper Moment                  | 邵氏兄弟、優酷合拍網絡劇集《执法者们》主題曲            |

## 過往持有版權作品（香港）
| 歌手           | 歌曲 |
| 鄭欣宜         | 直覺《甜言蜜語》、無人完美《畢打自己人》、擁抱愛《愛•回家 (第一輯)》                                     |
| 鍾嘉欣         | 動物橫町《動物小町》、最幸福的事《護花危情》、幸福歌《幸福摩天輪》                                               |
| 鍾嘉欣、吳卓羲 | 傷城記《缺宅男女》                                                                                       |
| 許廷鏗         | 我的離開也是愛《刑警》、遺物《法外風雲》、上善若水《水之源》、Keroro世界《Keroro軍曹VI》、理想的翅膀《》 |
| 吳若希         | 神奇大地《》                                                                                             |
| 胡鴻鈞         | 一生一心《天梯》、明白了《師父•明白了》、化蝶（原唱：何韻詩）《師父•明白了》                             |
| 胡鴻鈞、鍾嘉欣 | 交替之間《》                                                                                             |
| 陳法拉         | 絕配的一對《有營煮婦》、愛情轉駁《誘情轉駁》、缺憾美《東西宮略》                                         |
| 樂 瞳          | 1, 2, 3, 4, Wonderful 5《Yes！光之美少女5》、Happy Tinkle《》                                            |

| 歌手                  | 歌曲 |
| 鄭 融                 | 天道《》 |
| 關淑怡                | 只得一次《同事三分親》、鑽禧《珠光寶氣》 |
| 關菊英                | 講不出聲《溏心風暴》、無心害你《溏心風暴之家好月圓》、攻心計《宮心計》、萬千寵愛《公主嫁到》、各安天命《萬凰之王》 |
| 鍾嘉欣                | 發誓《搜神傳》、心心相印《迎妻接福》、無情有愛《珠光寶氣》 |
| 鍾嘉欣、馬浚偉        | 小故事《金石良緣》、老友狗狗《老友狗狗》 |
| 鍾嘉欣、林 峯         | 心領《溏心風暴》 |
| 胡杏兒                | 幸而《亂世佳人》、豬小姐（原唱：許志安“豬先生”）《肥田囍事》、忘掉自己《掌上明珠》、天造地設《萬凰之王》、天使《陪著你走》、單身旅行、浪漫世紀、時間不等我、戀愛妄想、光明日、同情分、靈魂伴侶、尋愛（國語，兼任填詞人） |
| 胡杏兒、鄭嘉穎        | 有意《烈火雄心3》 |
| 胡杏兒、黃宗澤        | 感激遇到你《野蠻奶奶大戰戈師奶》 |
| 胡杏兒、王浩信        | 最難過今天《野蠻奶奶大戰戈師奶》、哪時此刻（原唱：胡杏兒，改編自“1+1”） |
| 胡杏兒、李思捷        | 交換快樂《換樂無窮》 |
| 胡杏兒、吳卓羲        | 嫁衣裳《西廂奇緣》、咪話唔就你《巴不得爸爸...》、是你嗎？《醋娘子》 |
| 胡杏兒、張智霖        | 超好奇《Keroro軍曹》、一刀了斷、愛·過（國語） |
| 張智霖                | 究竟海有幾深《魚躍在花見》、歲月如歌（原唱：陳奕迅）《衝上雲霄II》 |
| 謝天華                | 獨行《潛行狙擊》、細味《五味人生》 |
| 黃宗澤                | 盡快愛《隔離七日情》、底線《潛行狙擊》 |
| 鄧小巧                | 半杯水《天天天晴》 |
| 何雁詩                | 撲火《善德女王》、幸福節奏《居家兵團》 |
| 劉威煌                | 不離不棄《情越雙白線》 |
| 何紫慧                | I Do《Only You 只有您》 |
| 劉 璇                 | 回見（國語）《女拳》 |
| HotCha                | 美少女戰士（原唱：周慧敏、湯寶如、王馨平）《美少女戰士》、童話之夢《》 |
| Super 4               | 灰色控訴《刑警》、不枉《三國》 |
| 林保怡、陳 豪、黃德斌 | 年少無知《天與地》 |
| 林子祥                | 衝上雲霄《衝上雲霄II》 |
| 鄭欣宜                | 愛莫忘《愛情來的時候 馬來西亞》 |
| 阮兆祥                | 世界仔《老表，你好Hea！》 |

| 歌手                   | 歌曲                                                         |
| 楊千嬅                 | 初見《抱抱俏佳人》、星星．同學《猩猩同學會》                 |
| 許志安、胡杏兒         | 醜得漂亮《肥田囍事》                                         |
| 王菀之                 | 認命（Featuring 薛家燕）《銀樓金粉》、哥歌《老表，你好嘢！》 |
| 王菀之、王祖藍         | 大家《老表，你好嘢！》                                       |
| 何韻詩                 | 愛無愧《美麗高解像》、愛作戰《女王辦公室》                   |
| 何韻詩、杜汶澤、吳卓羲 | 捱《女王辦公室》                                             |
| 周麗淇                 | 心變《好心作怪》                                             |
| 周麗淇、鄧健泓         | 相信童話《桌球天王》                                         |
| 周麗淇、謝天華         | 愛從心《女警愛作戰》                                         |
| 黃宗澤                 | 第幾天《賭場風雲》、角色《千謊百計》、無人愛《上海傳奇》     |
| 周美欣                 | You Are My Angel《法證先鋒II》                               |
| 張國榮                 | 始終會行運《鹿鼎記》                                         |

| 歌手                   | 歌曲 |
| 容祖兒                 | 密友《學警出更》、信今生愛過（粵語／國語）《翡翠明珠》、連續劇《On Call 36小時I》、續集《On Call 36小時II》、女皇《武則天》 |
| 林 峯                  | 深呼吸《天涯俠醫》、游劍江湖（國語）《游劍江湖》、愛在記憶中找你《歲月風雲》、浮生若水《太極》、 愛不疚《溏心風暴之家好月圓》、值得流淚《包青天》、直到你不找我《談情說案》、所謂理想（粵語／國語）《摘星之旅》、 我們很好（粵語／國語）《摘星之旅》、試煉《不速之約》、Light Up My Life《花花世界花家姐》、等你回來《回到三國》、 幼稚完《雷霆掃毒》、On My Way《衝上雲霄II》、不負如來不負卿（國語）／也無風雨也無月（粵語）《紫釵奇緣》 |
| 蔡卓妍、林 峯          | 一直都在（粵語／國語）《翡翠明珠》 |
| 古巨基                 | 義海豪情《巾幗梟雄之義海豪情》、追夢者《造王者》 |
| 鄭嘉穎                 | 一擊即中《拳王》 |
| 林欣彤                 | 三生有幸《三國》、上善若水《水之源》、Little Something《戀愛季節》、空中戀人《衝上雲霄II》 |
| 黃耀明                 | 四大皆空《一生為奴》 |
| 吳浩康、關智斌、吳卓羲 | 邁向夢想的天空《學警出更》 |
| 鄭希怡、馬浚偉         | 豺狼與羊《秀才愛上兵》 |
| 李逸朗、黎諾懿         | 大冬瓜《大冬瓜》 |
| 泳 兒                  | 最美麗的第七天（原唱：鄭嘉穎）《最美麗的第七天》 |
| 陳偉霆                 | You Can Do It《》 |
| 王祖藍、阮兆祥、李思捷 | 愛歌《耀舞長安》、踢拖《勁抽福祿壽》 |
| 杜汶澤                 | 公主上課《翡翠明珠》 |

| 歌手           | 歌曲                                                                              |
| 李克勤         | 心計《酒店風雲》、醫道《醫道》、先賭為快《賭場風雲》                              |
| 鄭嘉穎         | 愛平凡《飛短留長父子兵》、三角兩面《Yummy Yummy》、無可奈何、鳳舞香羅《鳳舞香羅》 |
| 陳慧嫻         | 在此生中嬉戲《鳳舞香羅》、派發歡呼聲《鳳舞香羅》、香煙女郎《鳳舞香羅》            |
| 周傳雄、李克勤 | 歲月風雲《歲月風雲》                                                              |
| 張敬軒         | 定局《盛世仁傑》                                                                  |

| 歌手                   | 歌曲                                                                           |
| 陳慧琳                 | 用愛邁步《蘭花劫》、希望（粵語／國語）《大長今》、思念（粵語／國語）《大長今》 |
| 陳慧琳、林保怡         | 不配相擁《大長今》                                                             |
| 孫耀威                 | 我的最愛《Click入黃金屋》、不可不愛《和味濃情》                                |
| 關楚耀                 | 響《》                                                                         |
| 鄧健泓                 | 阿四《》                                                                       |
| 鄧健泓、郭晉安         | 掩飾《ID精英》                                                                 |
| 鄧健泓、湯盈盈、梁靖琪 | 沒了沒完《兩妻時代》                                                           |

| 歌手   | 歌曲                                                             |
| 陳奕迅 | 不死傳說《鋼之鍊金術師》、滙通天下《滙通天下》、親近《爸爸閉翳》 |
| 林保怡 | 思念（粵語，男聲版）《大長今》                                   |
| 謝安琪 | 十優生《師奶股神》、兩生關《富貴門》                             |
| 吳雨霏 | 爆笑管家《》                                                     |

| 歌手   | 歌曲                    |
| 周柏豪 | 數碼超能量《》          |
| 官恩娜 | Shining Like a Star《》 |

| 歌手          | 歌曲                                                     |
| 楊千嬅        | 半邊天《師奶兵團》                                       |
| 古巨基        | 平凡《緣來自有機》、始終會行運（原唱：張國榮）《鹿鼎記》 |
| 側 田、古巨基 | 中間人《鹿鼎記》                                         |
| 梁漢文        | 在心中《巴不得媽媽》、遺留《法證先鋒II》                 |
| 張繼聰        | 離人淚《食為奴》                                         |

| 歌手   | 歌曲         |
| 陳柏宇 | 魔法戰隊《》 |

| 歌手                          | 歌曲                                   |
| 薛凱琪                        | 此時此刻《名媛望族》                   |
| 陳奐仁、商天娥                | Right On Time《結•分@謊情式》          |
| 陳奐仁、歐陽靖                | 沒時間後悔《怒火街頭1》及《怒火街頭2》 |
| 田蕊妮、鄭俊弘                | 兩句《舌劍上的公堂》                   |
| 陳慧敏                        | Go！Go！美少女《》                     |
| 沈震軒、羅鈞滿、張景淳、李 豪 | 獸拳戰隊《》                           |

| 歌手           | 歌曲                                             |
| 鄭伊健         | 随時候命《随時候命》                             |
| 周麗淇、鄭嘉穎 | 請講《天幕下的戀人》、抱著空氣《最美麗的第七天》 |

| 歌手                                                   | 歌曲                                                                       |
| 薛家燕、梁榮忠                                         | 外母大人《我外母唔係人》                                                   |
| 薛家燕、滕麗名、湯盈盈、敖嘉年、 麥長青、王梓軒、呂 珊 | 新抱喜相逢之喜氣洋洋（賀年金曲 Melody）《新抱喜相逢》                      |
| 何雁詩                                                 | Go! Go! Sunshine《寶石寵物III》、If You Don't Know Me By Now《巴不得媽媽》 |
| 何雁詩、林景程                                         | Separate Lives《巴不得媽媽》                                               |

| 歌手          | 歌曲                       |
| 農 夫、汪明荃 | 再見《野蠻奶奶大戰戈師奶》 |
| 農 夫         | 八十前後《翻叮一族》       |

| 歌手           | 歌曲                                       |
| 關淑怡         | 相濡以沫《大太監》、實屬巧合《情逆三世緣》 |
| 關淑怡、林欣彤 | 星斗群《女人俱樂部》                       |

| 歌手   | 歌曲                                |
| 麥浚龍 | 荒島隔岸《仁心解碼I》、死亡筆記《》 |

| 歌手                   | 歌曲                 |
| 吳卓羲、陳鍵鋒、謝天華 | 黑白變奏《學警狙擊》 |
| 江若琳                 | 手掌印《學警狙擊》   |
| 周海媚                 | 無愧於心《學警狙擊》 |

| 歌手           | 歌曲                                                                                       |
| 馬浚偉         | 會友之鄉《鐵血保鏢》、聽說《戀愛星求人》、心竅《蒲松齡》、變天《紫禁驚雷》、天意《守業者》 |
| 馬浚偉、吳卓羲 | 突圍《突圍行動》                                                                           |
| 馬浚偉、楊 怡  | 愛怎麼說《碧血鹽梟》                                                                       |

| 歌手   | 歌曲                                   |
| 黃貫中 | 天與地《天與地》                       |
| 糖 妹  | 唱吧！美樂天使《光之美少女：美樂天使》 |

| 歌手  | 歌曲                                             |
| 草 蜢 | 華麗舞台《華麗明星賽》、放假啦《環遊世界明星賽》 |

| 歌手   | 歌曲         |
| 狄易達 | 轟烈勇士《》 |

| 歌手     | 歌曲                   |
| 太極樂隊 | 今朝有酒《九江十二坊》 |

| 歌手             | 歌曲         |
| 鄧紫棋（G.E.M.） | 夢幻組合《》 |

| 歌手   | 歌曲                                             |
| 謝安琪 | 還想《情越海岸線》、孤嶺花《巾幗梟雄之諜血長天》 |